# Política Externa Independente
A Política Externa Independente (PEI) foi uma visão das relações internacionais do Brasil, inaugurada com a posse de Jânio Quadros como Presidente do Brasil em janeiro de 1961 e continuada, porém com outros aspectos de condução e implementação, pelo sucessor na presidência, João Goulart (1961-1964).

## Visão
Dentro de um programa de desenvolvimentismo, a Política Externa Independente (PEI) – nome pelo qual ficou conhecida a política externa dos governos de Jânio Quadros e João Goulart – tinha como princípio básico uma atuação independente frente à bipolaridade EUA-URSS existente na época, ou seja, não tomando partido quanto ao apoio das superpotências (EUA-URSS), visando proporcionar ao Brasil os benefícios de uma ampliação do comércio internacional. Livre do engessamento provocado pelas restrições ideológicas, o Brasil poderia manter relações comerciais não somente com os países do bloco capitalista, mas também com aqueles que adotavam o regime socialista. Essa nova atitude era defendida como um caminho para o desenvolvimento econômico e social. Segundo San Tiago Dantas, chanceler do período parlamentarista do governo João Goulart, “a instabilidade das instituições democráticas no hemisfério [...] tem origem no subdesenvolvimento econômico [...] Se quisermos acautelar a democracia americana dos riscos políticos que a ameaçam, nossas atenções terão de concentrar-se em medidas de promoção do desenvolvimento e da emancipação econômica e social”. É importante notar que o comunismo era condenado pela chancelaria brasileira durante o período, embora esta se manifestasse contrária a intervenções. Defendiam-se as instituições democráticas e a promoção do desenvolvimento como forma de consolidá-las e evitar, desta forma, o avanço da ideologia comunista.

## Princípios
Pouco antes de sua renúncia, o presidente Jânio Quadros escreveu um artigo para a revista Foreign Affairs expondo e justificando a nova política externa que adotara. A ideia do desenvolvimentismo, ou seja, a adoção de uma política exterior que pudesse fomentar o desenvolvimento econômico do país, já havia sido afirmada no governo de Juscelino Kubitschek e exemplificada na OPA (Operação Pan-americana). Sua importância como um dos princípios e pilares de sustentação da PEI é patente na afirmação de Quadros no referido artigo: “(...) nossa situação econômica coincide com o dever de formar uma frente unida na batalha contra o subdesenvolvimento e todas as formas de opressão”. Essa posição justificava a aproximação com os países do bloco soviético, na medida em que o comércio com esses países pudesse favorecer a balança comercial brasileira. Dentre os exemplos dessa aproximação, são notáveis o anúncio do restabelecimento de relações diplomáticas com a URSS e a visita do vice-presidente João Goulart à China de Mao Tse-Tung.

Outro princípio fundamental da Política Externa Independente era o da não-intervenção e apoio ao direito de auto-determinação dos povos. Um de seus corolários foi o posicionamento favorável à emancipação de territórios não-autônomos, independentemente de vinculação ideológica, que só se manifestou titubeante no caso da independência de Angola devido aos tradicionais laços de amizade entre Brasil e Portugal. O exemplo em que se teve a oportunidade mais notável de colocar em prática esse princípio foi a questão de Cuba, objeto da VIII Reunião de Ministros das Relações Exteriores da OEA (Organização dos Estados Americanos) em 1962, a Conferência de Punta del Este. A posição defendida pelo Brasil nos discursos foi a de não excluir Cuba da OEA; o chanceler brasileiro San Tiago Dantas argumentava que afastá-la do sistema interamericano e do bloco ocidental produziria efeito contrário ao desejado, aproximando-a decisivamente da URSS. A solução sugerida pela delegação brasileira era um estatuto de obrigações negativas, em que Cuba se comprometesse a não participar de alianças com bloco soviético e não estimular a subversão na América, uma espécie de “finlandização”. O Brasil se absteve de votar em relação à exclusão de Cuba da OEA e votou favoravelmente à exclusão desse mesmo país da Junta Interamericana de Defesa.

## Reações
A PEI gerou controvérsias internas e desconfianças externas. O Brasil votou favoravelmente à exclusão de Cuba da JID (Junta Interamericana de Defesa), agradando a direita, enquanto sua abstenção em relação a suspender esse mesmo país da OEA (Organização dos Estados Americanos) evitava um distanciamento da esquerda. A condecoração de Che Guevara com a Ordem do Cruzeiro do Sul e o anúncio do restabelecimento das relações diplomáticas com a União Soviética, ambos durante o governo de Jânio Quadros, contribuíram para o acirramento das tensões internas. No âmbito externo, a PEI demorou algum tempo para causar preocupação real aos EUA, como observa Michael Weis. Durante o governo Quadros e o início do governo Goulart, o problema de Cuba ter-se-ia apresentado como questão mais preocupante; o Brasil, segundo ele, só causou preocupação ao governo Kennedy após ter-se declarado contra a intervenção armada naquele mesmo país durante a Crise dos Mísseis (1962). A partir de então, houve um aumento de tensões na diplomacia Brasil-EUA.